# Стадион Андре Кампервен
Стадион Андре Кампервин (хол. André Kamperveen Stadion) некадашњи Национални стадион, је вишенаменски стадион у Парамарибу, Суринам.  Од свог отварања 1953. године, on је био званични домаћи стадион оба фудбалска тима С.В. Трансвал и С.В. Робинхуд и званични национални стадион фудбалске репрезентације Суринама. Са званичним капацитетом од 7.100, то је највећи стадион у Суринаму.
Стадион је такође дом Атлетске федерације Суринама (САБ), као и Суринамске бициклистичке уније (СВУ). У сезони 1997. ФК Валкинг бојз компани се придружила Трансвалу и Робинхуду као трећи фудбалски тим који је стадион учинио домом. Године 2014. и Робинхуд и Валкинг бојз компани су се преселили на стадион Френк Есед, при чему је Робинхуд окончао 51-годишњи мандат на стадиону.
Стадион је назван по Андреу Кампервену (1924-1982),, првом председнику Карипско фудбалског савеза.

### Андре Кампервен стадион
Дана 29. августа 1988. стадион у Суринаму је званично преименован у стадион Андре Кампервен, у част Андреа Кампервена, једног од најпознатијих спортиста, спортских директора, новинара и филантропа у земљи, који је брутално убијен у децембарским нередима уперених против тадашњег режима. Кампервин је био менаџер С.В. Трансвал на стадиону Суринам од 1958. до 1964. године и био је први председник Карипске фудбалске уније. Промена имена послужила је и за обележавање 35. годишњице стадиона.
Изван стадиона налази се бронзана статуа Андреа Кампервена која је подигнута 1. октобра 2000. године у знак сећања на 80. годишњицу Суринамског фудбалског савеза.

### Проширење стадиона
У 2015. години, Суринамски фудбалски савез је објавио да ће реновирати стадион са буџетом од 22 до 25.000.000 долара, чиме би се капацитет стадиона повећао на више од 10.000 места.

### Међународне фудбалске утакмице
| Датум               | Екипа 1. | Рез.  | Екипа 2.          | Такм.       |
| ------------------- | -------- | ----- | ----------------- | ----------- |
| 29. август 1953.    | Суринам  | 3 : 3 | Аруба             | Пријатељска |
| 1. септембар 1953.  | Суринам  | 3 : 3 | Аруба             | Пријатељска |
| 1. август 1954.     | Суринам  | 3 : 4 | Холандија         | Пријатељска |
| 19. децембар 1955.  | Суринам  | 5 : 2 | Тринидад и Тобаго | Пријатељска |
| 21. децембар 1955.  | Суринам  | 3 : 1 | Тринидад и Тобаго | Пријатељска |
| 23. децембар 1955.  | Суринам  | 3 : 0 | Тринидад и Тобаго | Пријатељска |
| 30. јул 1958.       | Суринам  | 2 : 9 | Холандија         | Пријатељска |
| 4. април 1963.      | Суринам  | 4 : 3 | Тринидад и Тобаго | Пријатељска |
| 13. јун 1969.       | Суринам  | 2 : 1 | Данска            | Пријатељска |
| 14. јун 1984.       | Суринам  | 6 : 2 | Индија            | Пријатељска |
| 16. јун 1984.       | Суринам  | 4 : 1 | Индија            | Пријатељска |
| 28. април 1990.     | Суринам  | 5 : 0 | Гвајана           | Пријатељска |
| 16. јун 1992.       | Суринам  | 1 : 1 | Антигва и Барбуда | Пријатељска |
| 22. фебруар 1999.   | Суринам  | 2 : 1 | Гвајана           | Пријатељска |
| 10. јануар 2004.    | Суринам  | 1 : 1 | Холандски Антили  | Пријатељска |
| 26. октобар 2009.   | Суринам  | 0 : 1 | Гвајана           | Пријатељска |
| 31. октобар 2009.   | Суринам  | 1 : 1 | Холандски Антили  | Пријатељска |
| 24. септембар 2011. | Суринам  | 2 : 0 | Курасао           | Пријатељска |
| 25. септембар 2011. | Суринам  | 2 : 2 | Курасао           | Пријатељска |
| 31. јануар 2015.    | Суринам  | 1 : 0 | Гвајана           | Пријатељска |

Пеле је 28. јануара 1971. године одиграо 1000. утакмицу у каријери на Националном стадиону са Сантосом и Трансвалом.